# George R. R. Martin
George Raymond Richard Martin (Bayonne, New Jersey, 20. rujna 1948.) je jedan od najpopularnijih pisaca fantastike današnjice. Najpoznatiji je po svojoj zbirci Pjesma leda i vatre.  

## Životopis
Martin je dugo pronalazio svoj stil pisanja pišući uglavnom kraća djela SF i fantasy tematike i baveći se novinarstvom ali i djela usko vezana uz politiku i njeno uklapanje u svijet fikcije poput priče 'Night of the Vampyres'. Prvu priču koja je izdana već 1971. naslovio je 'The Hero' a prvu knjigu 1976. kao zbirku kratkih priča  A Song for Lya and Other Stories. 1977. slijedi  Dying of the Light, SF roman izvanredno prihvaćen u krugovima ljubitelja SF-a i fantasyja, o planetu Worlornu čija se putanja udaljava od najbliže zvijezde što znači sigurnu smrt za stanovnike 15 gradova podijeljene oko pitanja potrebe povratka na prevladane ratničke obrasce ponašanja. Za svoja prva djela Martin osvaja mnoge nagrade od kojih su možda najvažnije dvije nagrade Hugo Awards i tri nagrade Nebula Awards u ranim osamdesetima.
Ipak, odlučuje se okušati u Hollywoodu te 1986. prihvaća posao lektora u CBS-ovim serijama 'Twilight Zone' te 'Beauty and the Beast'. Aktivno sudjeluje u stvaranju ciklusa 'Wild Cards' zajedno s Rogerom Zelaznyjem, Stephenom Leighom, Lewisom Shinerom, Howardom Waldropom i Walterom Jonom Williamsom, a po njegovoj priči 'Nightflyers' 1987. napravljen je istoimeni film. Ne zanemaruje ni rad na prozi te 1988. osvaja Bram Stoker Award za priču 'The Pear-Shaped Man', a 1989. World Fantasy Award za djelo 'The Skin Trade'.
Nakon deset godina provedenih u Hollywoodu, vratio se prozi i 1991. započeo pisati ciklus 'Song of Ice and Fire' - 'Pjesma leda i vatre' sastavljen od sedam knjiga: 'A Game of Thrones' - 'Igra prijestolja' (1996.), 'A Clash of Kings' - 'Sraz kraljeva' (1998.), 'A Storm of Swords' - 'Oluja mačeva' (2000.), 'A Feast for Crows' - 'Gozba vrana' (2005.), A Dance with Dragons - 'Ples zmajeva', 'The Winds of Winter' - 'Vjetrovi zime', 'A Dream of Spring' - 'San o proljeću' (najprije nazvana 'A Time for Wolves') koji mu je donio popularnost kod čitatelja fantasyja diljem svijeta. Inspiriran srednjovjekovljem, posebno Ratom Ruža i povijesnim romanom Sir Waltera Scotta 'Ivanhoe', Martin gradi do sada neviđen svijet mašte smještajući radnju u Sedam Kraljevstava Westerosa. Četvrti dio sage, 'Gozba vrana', osvojio je Quill Award te nominaciju za British Fantasy Award.
Kao uvod u svijet leda i vatre navode se djela 'The Hedge Knight' i 'The Sworn Sword' poznatiji kao 'Dunk and Egg' (po glavnim likovima) čija se radnja odvija također u Westerosu otprilike devedeset godina prije događaja iz ciklusa.
Sam George Martin, obožavatelj Star Treka i RPG-a, kao pisce koji su na njega utjecali spominje L. Franka Bauma, Charlesa Dickensa, Roberta A. Heinleina, Roberta Howarda, J.R.R. Tolkiena, Rogera Zelaznyja i mnoge druge, posebno pisce povijesnih knjiga. Danas živi u Santa Feu.  Među udrugama njegovih obožavatelja ističe se službeni fan club Brotherhood without Banners u šali nazvan George's Cult koji broji oko 800 službenih članova.

### Romani
- Dying of the Light  (1977.),
- Windhaven (1981., s Lisom Tuttle),
- Fevre Dream  (1982.),
- The Armageddon Rag (1983.),
- Dead Man's Hand (1990., s Johnom J. Millerom ),
- A Song of Ice and Fire ciklus: A Game of Thrones (1996.),
- A Clash of Kings (1998.),
- A Storm of Swords  (2000.),
- A Feast for Crows (2005.),
- A Dance with Dragons (2011.),
- The Winds of Winter (u pripremi),
- A Dream of Spring  (u pripremi),
- Shadow Twin (2005., s Gardner Dozois i Danielom Abrahamom )

### Romaneske
- Night of the Vampyres, (prvo izdanje- Amazing, 1975., ponovno objavljena -The Best Military Science Fiction of the 20th Century),
- The Skin Trade  (1989. kolekcija Dark Visions),
- The Hedge Knight  (1998.),
- The Sworn Sword (2003.)

### Zbirke
- A Song for Lya (1976.),
- Songs of Stars and Shadows (1977.),
- Sandkings  (1981.),
- Songs the Dead Men Sing  (1983.),
- Nightflyers  (1985.)
- Tuf Voyaging  (1987.),
- Portraits of His Children (1987.),
- Quartet / (2001.), GRRM: A Retrospective (2003.),
- Wild Cards-Wild Cards I (1987.),
- Wild Cards II: Aces High (1987.),
- Wild Cards III: Jokers Wild(1987.),
- Wild Cards IV: Aces Abroad (1988.),
- Wild Cards V: Down & Dirty (1988.),
- Wild Cards VI: Ace in the Hole (1990.),
- Wild Cards VII: Dead Man's Hand (1990.),
- Wild Cards VIII: One-Eyed Jacks (1991.),
- Wild Cards IX: Jokertown Shuffle (1991.),
- Wild Cards X: Double Solitaire (1992.),
- Wild Cards XI: Dealer's Choice (1992.),
- Wild Cards XII: Turn of the Cards (1993.),
- Wild Cards: Card Sharks (1993.),
- Wild Cards: Marked Cards (1994.),
- Wild Cards: Black Trump (1995.),
- Wild Cards: Deuces Down (2002.),
- Wilds Cards: Death Draws Five (2006.)

## Vanjske poveznice
|  | Zajednički poslužitelj ima stranicu o temi George R. R. Martin    |
|  | Zajednički poslužitelj ima još gradiva o temi George R. R. Martin |